# Europa (mitología)

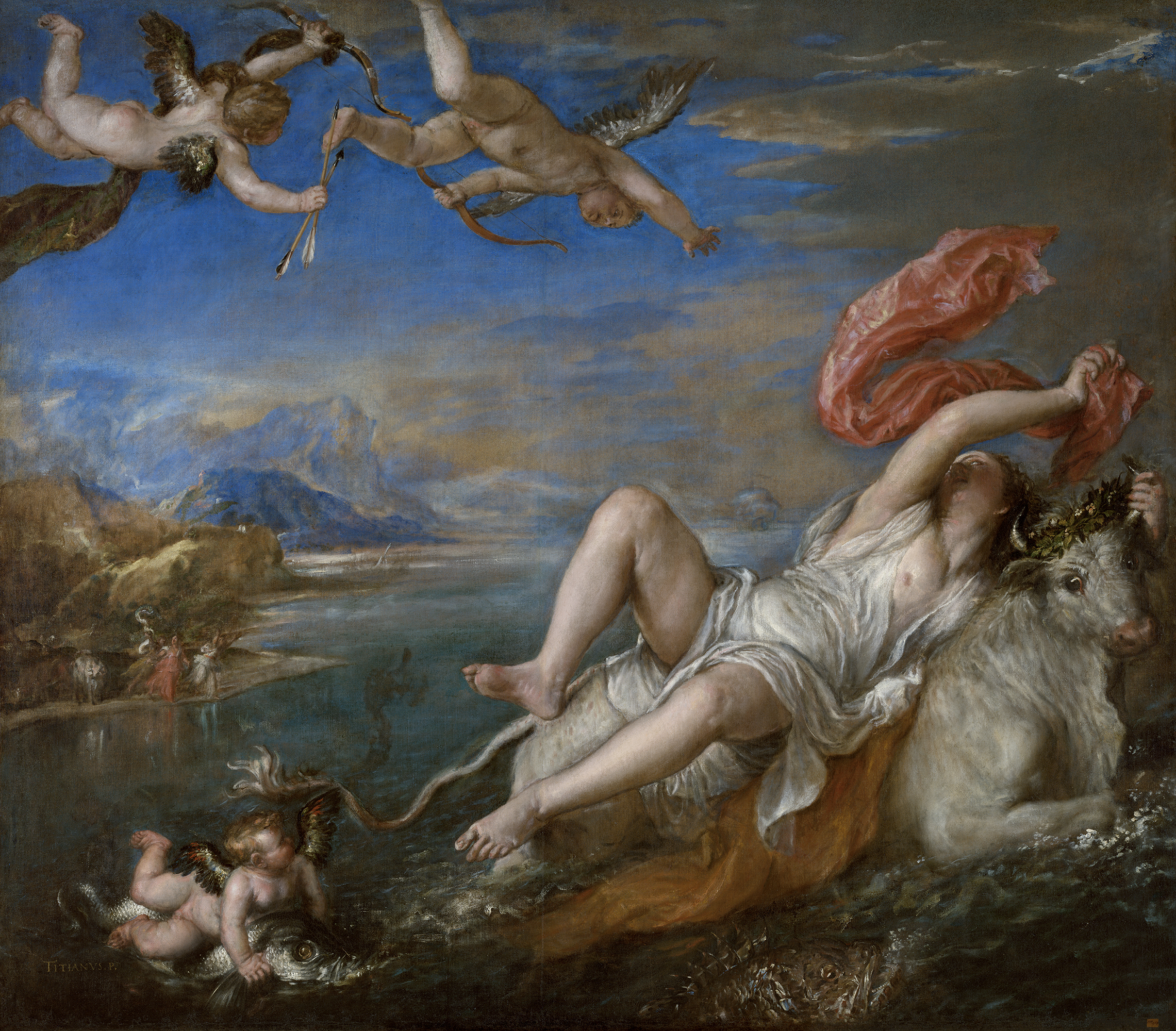
El rapto de Europa, de Tiziano, ca. 1560 (Museo Isabella Stewart Gardner de Boston).

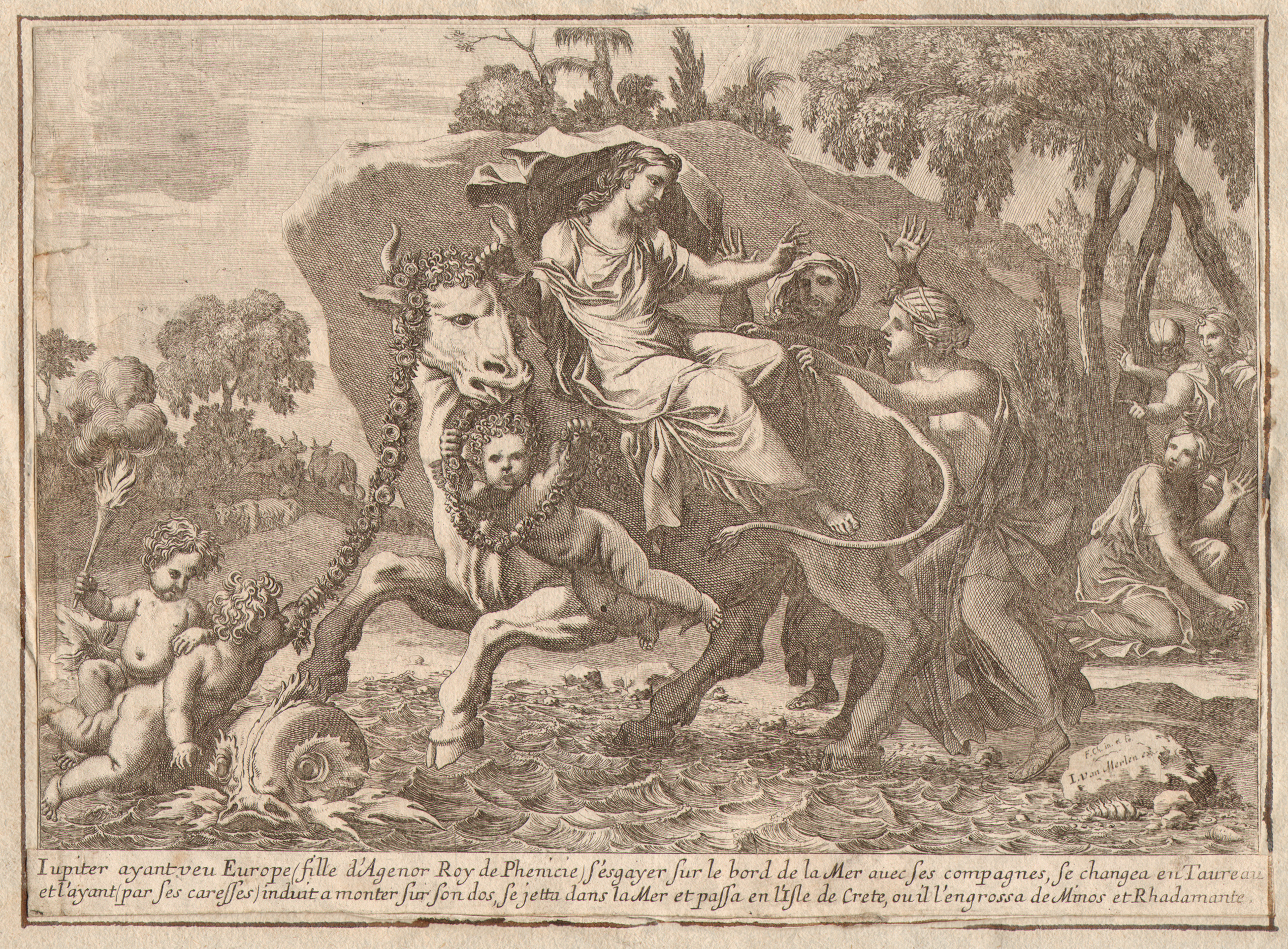
François Chauveau Metamorfosis de Europa 1650, Aguafuerte

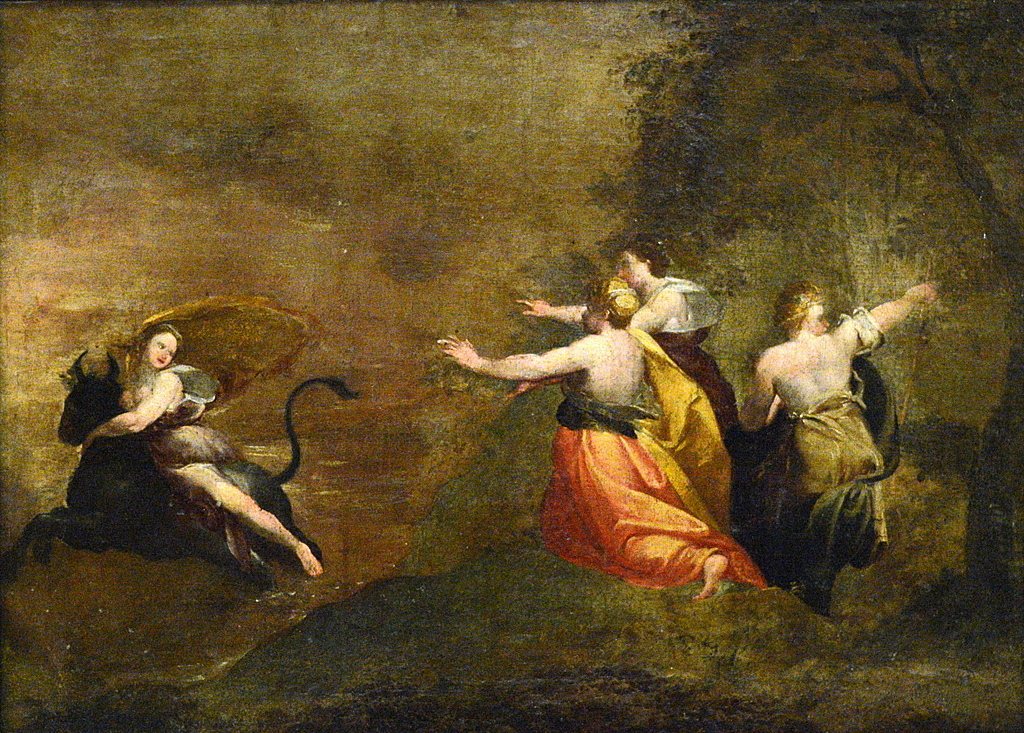
El rapto de Europa, Francisco de Goya, 1772

Europa (en griego: Εὐρώπη, latín: Eurōpe o Eurōpa), en la mitología griega, era una princesa fenicia secuestrada por Zeus y de cuyo nombre deriva el del continente europeo. El mito relata que fue raptada por Zeus transformado en un toro blanco, quien la llevó a Creta sobre sus lomos. Este relato fue racionalizado por Heródoto, quien indica que fue secuestrada por marinos cretenses, quienes la llevaron a su patria. El mito ya aparece descrito en los poemas más arcaicos de la mitografía, especialmente en la Ilíada y el Catálogo de mujeres. 

## Europa en la mitología

### El rapto de Europa

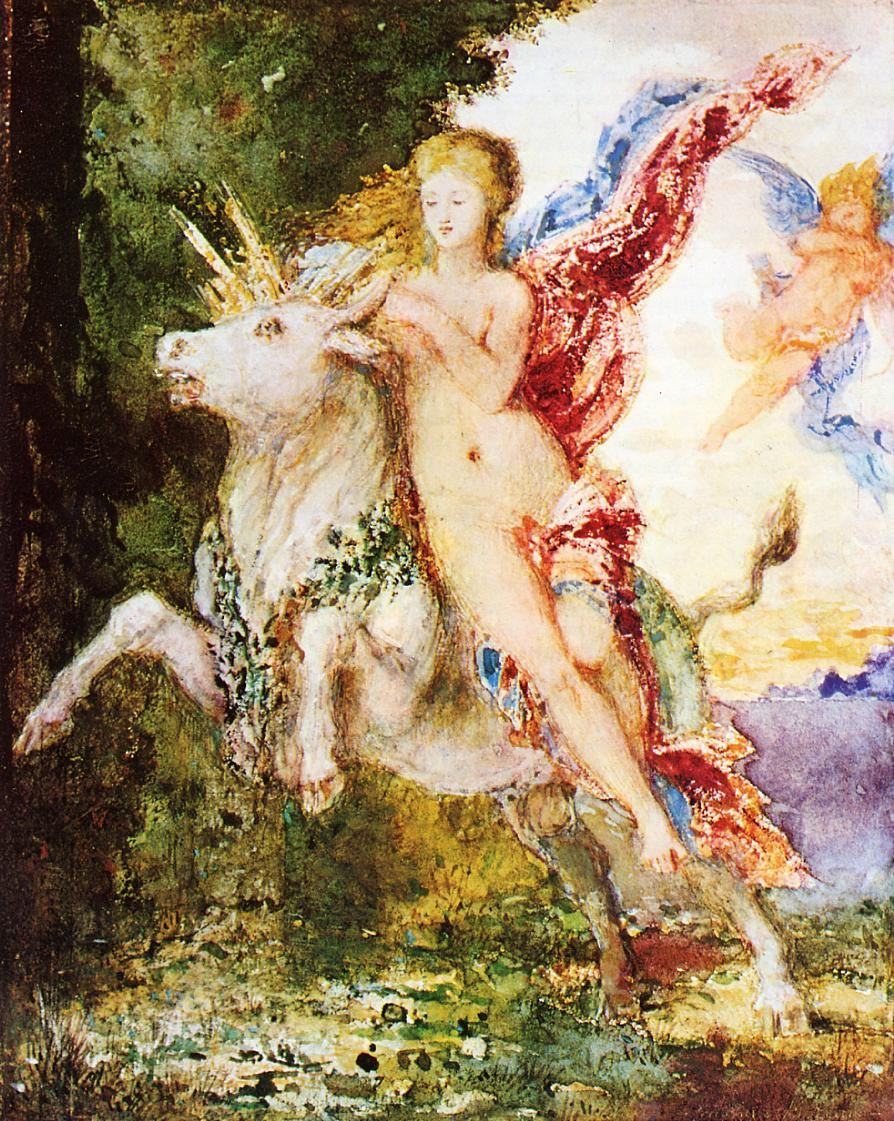
Acuarela de Gustave Moreau: El rapto de Europa (L'enlevement d'Europe), ca. 1869).

El mejor resumen de la historia del rapto de Europa proviene de un escolio. Zeus vio que Europa, la hija de Fénix, recogía flores en un prado acompañada de ninfas y se enamoró; bajó del Olimpo, se transformó en toro y, a modo de aliento, echó de su boca una flor de azafrán. De este modo engañó a Europa y la subió por los aires, la transportó hasta Creta y se unió a ella. Luego, en esas condiciones, la hizo habitar con Asterión, el rey de los cretenses. Y como había quedado encinta, aquella dio a luz tres hijos, Minos, Sarpedón y Radamantis. La historia se encuentra en Hesíodo y en Baquílides.  Otros dicen que el autor del rapto de Europa fue Tauro, un rey de Creta.
Zeus dio a Europa un collar hecho por Hefesto  y otros tres regalos: Talos (un autómata de bronce), Lélape (un perro que nunca soltaba a su presa)  y una jabalina que nunca erraba. Eratóstenes dice que más tarde Zeus recreó la forma del toro blanco en las estrellas que actualmente se conocen como la constelación de Tauro. Acusilao, en cambio, cuenta que este toro es el mismo que el toro de Creta con el que se topó Heracles y el mismo que engendró al Minotauro.

### Familia
En las fuentes más antiguas se nos dice que Europa era hija de Fénix o Fénice, epónimo de Fenicia, y que la propia Europa provenía de tierras fenicias. La consorte de Fénix y madre de Europa era Telefasa o Perimede. En esta última versión la hermana de Europa fue Astipalea.
En las versiones tardías, que acaso fueron las más conocidas, se dicen que Europa era hija de Agénor, siendo su madre Telefasa, Tiro o  Argíope. Según esta filiación, Europa tenía tres hermanos: Fénix, Cadmo, quien llevó el alfabeto al continente griego, y Cílix, que dio nombre a la región de Cilicia (actual Armenia).
Tras llegar a Creta, Europa tuvo tres hijos engendrados por Zeus: Minos, Radamantis y Sarpedón. Asterio, rey de Creta, se casó con ella y adoptó a sus hijos. Otra fuente dice que de la unión entre Zeus y Europa nació el adivino Carno y una hija, Alagonia, epónima del pueblo de Alagonia. Algunos dicen que Éaco también era hijo de Zeus y Europa. Y otros que Minos era hijo de Tauro y Europa.

## Europa en la literatura

### Ovidio
El poeta Ovidio escribió la siguiente descripción de la seducción de Europa por parte de Zeus:

Y poco a poco, el miedo quitado, ora sus pechos le presta
para que con su virgínea mano lo palpe, ora los cuernos, para que guirnaldas
los impidan nuevas. Se atrevió también la regia virgen,
ignorante de a quién montaba, en la espalda sentarse del toro:
cuando el dios, de la tierra y del seco litoral, insensiblemente,
las falsas plantas de sus pies a lo primero pone en las ondas;
de allí se va más lejos, y por las superficies de mitad del ponto
se lleva su botín. Se asusta ella y, arrancada a su litoral abandonado,
vuelve a él sus ojos, y con la diestra un cuerno tiene, la otra al dorso
impuesta está; trémulas ondulan con la brisa sus ropas.

Los pintorescos detalles pertenecen a la anécdota y la fábula: en todas las representaciones, ya sea montando el toro a horcajadas, como en las pinturas de vasijas arcaicas o en el destrozado fragmento de metopa de Sición, o graciosamente sentada de lado en un mosaico del norte de África, Europa no muestra el menor miedo. Con frecuencia Europa se apacigua a sí misma tocando uno de los cuernos del toro, condescendiente.

### Heródoto
Según Heródoto, Europa fue secuestrada por los cretenses, en una variante de la historia que es un intento de racionalizar el mito:
«Y siguen diciendo que, con posterioridad, ciertos griegos —pues no pueden precisar su nombre, aunque posiblemente fueran cretenses— recalaron en Tiro de Fenicia y raptaron a la hija del rey, Europa. Con ello, pues, quedaban en igualdad de condiciones; pero, a continuación, los griegos fueron los autores del segundo incidente. En efecto, llegaron por mar, en un navío de combate, a Eea en la Cólquide y al río Fasis, y de allí, una vez cumplido el objeto de su viaje, raptaron a la hija del rey, Medea. El rey de los colcos envió entonces un heraldo a Grecia para exigir satisfacciones por el rapto y reclamar a su hija, pero los griegos respondieron que los fenicios no les habían dado satisfacciones por el rapto de la argiva Ío, y, por consiguiente, tampoco ellos iban a dárselas. Y agregan que, una generación después de estos sucesos, Alejandro, hijo de Príamo, enterado de los mismos, quiso hacer suya, valiéndose del rapto, a una mujer de Grecia [Helena], en la absoluta certeza de que no sufriría castigo alguno, pues tampoco los griegos lo habían sufrido».

## Interpretaciones
Este mito mantendría el recuerdo de los saqueos llevados a cabo por los dorios en las costas de Fenicia que podrían ir acompañados del rapto de mujeres en la Grecia prehelénica.  Para Françoise Gange, el rapto y la violación de Europa marcarían el paso de la era de la diosa madre a la de un patriarcado todopoderoso.

## Europa en las artes plásticas

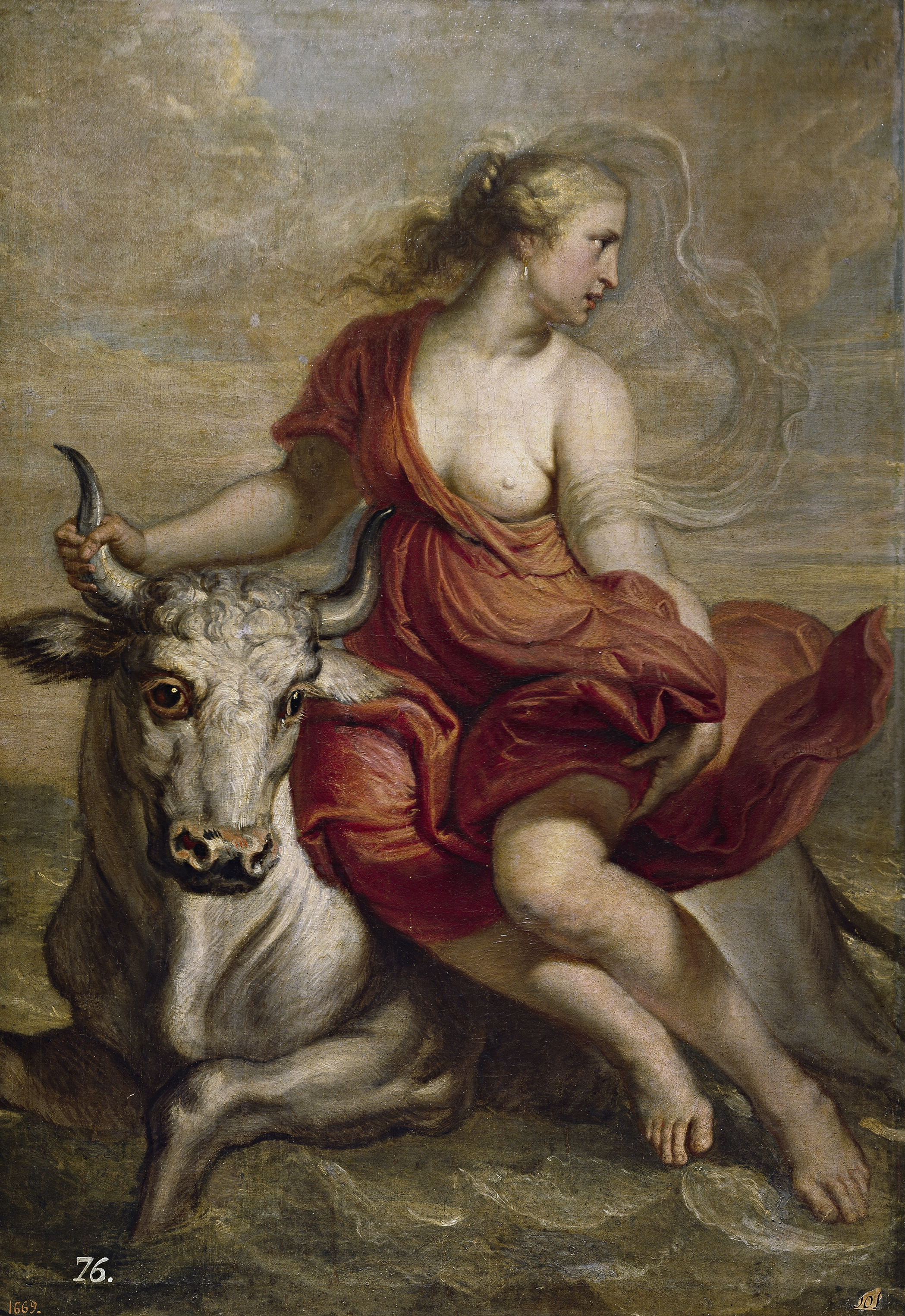
El rapto de Europa, Erasmus Quellinus (1638)

Algunas referencias a Europa en las artes plásticas:
- Vasijas pintadas griegas
- Frescos romanos
- El rapto de Europa de François Boucher.
- Europa y el toro de Gustave Moreau.
- El rapto de Europa de Tiziano.
- El rapto de Europa de Paolo Veronese.
- El rapto de Europa de Martin de Vos.
- El rapto de Europa de Rembrandt.
- El rapto de Europa de Rubens.
- El rapto de Europa de Picasso.
- El rapto de Europa de Valentín Serov.
- El rapto de Europa de Simon Vouet.
- El rapto de Europa de Pierre Bonnard.
- El rapto de Europa de Francisco Goya.
- El rapto de Europa de Joan Tuset i Suau.

## Etimología

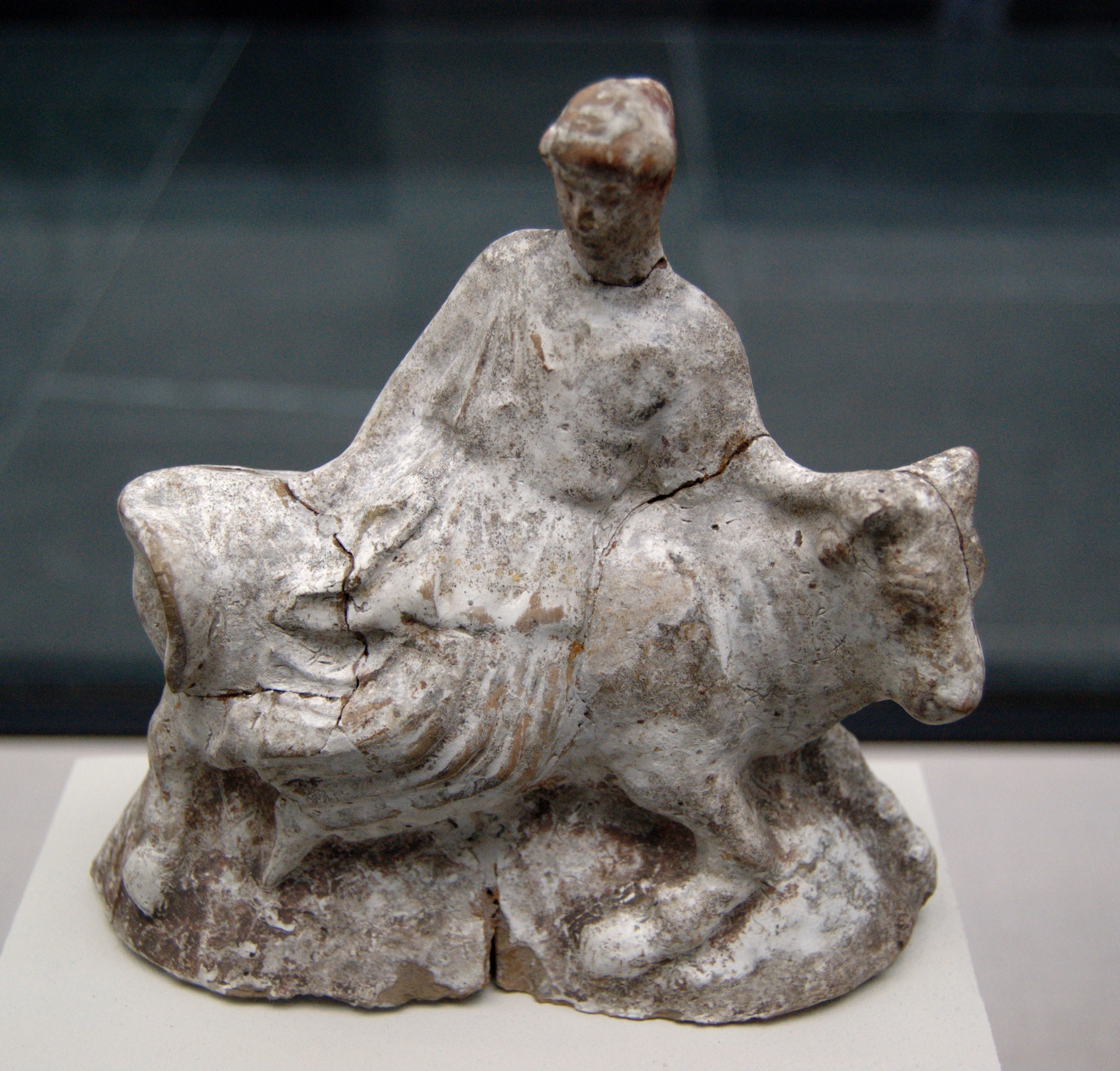
Europa sobre un toro, terracota procedente de Atenas, de 480–460 a. C. Staatliche Antikensammlungen, Múnich.

El nombre Europa ha sido relacionado con euros (εὖρος, ‘ancho', 'amplio’) y ops (ὤψ, ‘ojo', 'rostro'), es decir, la del rostro amplio, un epíteto construido de manera similar al de Atenea; glaukopis (γλαυκώπις, ‘la de los ojos brillantes’). 'Ancho' es un atributo utilizado para designar a la Tierra.
Ernest Klein (lingüista y rabino canadiense-rumano nacido en Hungría)  y Giovanni Semerano (filólogo italiano) sugirieron en 1966 una etimología alternativa, por medio de la raíz semítica ʿ-R-B, que aparece en el acadio erebu (literalmente 'caer', en relación con el sol) y en el fenicio ereb ('crepúsculo' y, por extensión, 'oeste').  La semejanza con Érebo sería una mera coincidencia.

### «Europa» como nombre del continente
Más arriba se ha dicho que el nombre de Europa significa ‘ojos amplios’, sin embargo otra posible etimología lo haría derivar de la raíz semítica ʔrb, que significa ‘ponerse el sol, occidente’ (irib en asirio, ereb en arameo), habiéndose propuesto la forma *ʔurūbā como la denominación original de las “tierras occidentales”. Desde una perspectiva asiática o medio-oriental, efectivamente el sol se pone en Europa, la tierra al oeste. Aun cuando esta sea la etimología más aceptada en la actualidad, algunos investigadores como M. L. West han sostenido que «fonológicamente, la coincidencia entre el nombre de Europa y cualquiera de las formas semíticas del vocablo, es muy pobre»).
El continente europeo recibe el nombre de «Europa» en todas las lenguas germánicas (salvo en inglés, idioma en el que se llama Europe, y en francés, en el que se pronuncia  [øʀɔp]), en húngaro (Európa) y en todas las lenguas eslavas que usan el alfabeto latino, así como en griego y en latín. Su transliteración del ruso equivale a Evropa.
Su nombre apareció en sellos postales conmemorando la Comunidad Europea del Carbón y del Acero (CECA), que fueron emitidos por primera vez en 1956. Junto con el toro blanco, aparece en las actuales monedas de 2 € griegas.

## «Europa» en los billetes de euro

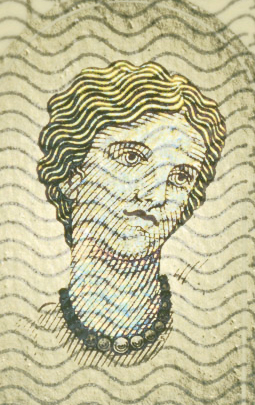
La princesa Europa en un billete de 5 €.

A partir de mayo de 2013 los billetes de euro llevan una imagen de Europa en la marca de agua y en el holograma. Esta imagen se ha inspirado en la representación de la princesa fenicia en una crátera griega del Museo del Louvre, que se presenta en un vídeo en el sitio oficial del BCE.